# Lagerwey (Windkraftanlagenhersteller)
Lagerwey Wind BV ist ein niederländischer Hersteller von Windkraftanlagen. Die Wurzeln des Unternehmens reichen bis ins Jahr 1979 mit der ersten Firmengründung durch Henk Lagerweij zurück. Es gehört damit zu den weltweit ältesten Herstellern von Windturbinen moderner Bauart. Im Jahr 2018 wurde das Unternehmen vom deutschen Windkraftanlagenhersteller Enercon übernommen.

## Unternehmensgeschichte

### Anfänge alsLagerwey van der Loenhorst BVund erste Anlagentypen
Im Zuge der ersten Ölkrise von 1973 experimentierte Henk Lagerweij als 18-jähriger HTS-Student (Hogere technische school) in Kootwijk an einer ersten Windkraftanlage, die über eine Leistung von 2,2 kW verfügte. Ausschlaggebend war eine Konfrontation mit einem starken Sturm am 13. November 1972 in der nahegelegenen Veluwe, der Lagerweij auf die Idee brachte, Wind als alternative Energiequelle zum Erdöl zu nutzen. Diese erste Anlage bestand in Wesentlichen aus einem alten Baumstamm als Mast, an dem ein Generator befestigt war, der mit zwei aus Holzplanken bestehenden Rotorblättern angetrieben wurde. Den Generator verband er mit einem Zählerkasten, um zu beweisen, dass der durch den Wind angetriebene Generator tatsächlich Strom ins öffentliche Netz speisen konnte.
Erst im Zuge der zweiten Ölkrise 1979/1980, wodurch die Strompreise stark stiegen, rückten erneuerbare Energien, insbesondere die Windenergie, wieder stärker in den Fokus. Zusammen mit seinem Schwager Gijs van de Loenhorst gründete Henk Lagerweij im Jahr 1979 die Firma Lagerwey van der Loenhorst BV und entwickelte eine Anlage mit 10 kW Nennleistung. Es folgten Leistungssteigerungen, zunächst auf 20 kW, schließlich wurde eine Anlage mit 35 kW Nennleistung unter dem Modellnamen LW 10/35 auf den Markt gebracht. Die Zahl 10 steht dabei für den Rotordurchmesser von 10,6 m.
Die Anlage verfügte über drei Rotorblätter und wurde auf einem 18 bis 24 m hohen, abgespannten Mast geliefert. Sie wurde in den Niederlanden über 60 Mal verkauft und installiert. Im Jahr 1982 verkaufte Lagerweij van der Loenhorst auch eine Anlage ins benachbarte europäische Ausland – in Mettingen bei Osnabrück entstand die erste deutsche Windkraftanlage, die Strom ins öffentliche Netz einspeiste. Initiiert wurde sie von Dietrich Koch. Da die Genehmigungsbehörden in Nordrhein-Westfalen zu dieser Zeit noch sehr restriktiv im Umgang mit Stromerzeugung aus Windkraft agierten, was maßgeblich auf das Betreiben des Energieversorgers RWE zurückgeführt wurde, gab man den Behörden gegenüber vor, die Anlage zur Stromversorgung eines Bunkers betreiben zu wollen. Die Anlage wurde in der 20-kW-Version ausgeliefert und noch bis 2001 am Standort betrieben. Seitdem ist sie als Exponat im Deutschen Windkraftmuseum in Stemwede ausgestellt.
Im Jahr 1985 wurde der Prototyp eines neuen Windkraftanlagentyps auf der Insel Texel aufgestellt. Die LW18/80 wies bei einem Rotordurchmesser von 18 m eine Nennleistung von 80 kW auf. Problematisch hierbei war die Verwendung von metallenen Blättern, die Interferenzen mit dem naheliegenden Fernsehsender verursachten. Die Anlage wurde daher nur tagsüber betrieben.

### Erste Insolvenz
Durch sinkende Ölpreise bedingt nahm der Preis für Strom pro Kilowattstunde wieder ab, wodurch die Nachfrage nach Windkraftanlagen stark abnahm. Lagerwey Van der Loenhorst BV musste daher noch 1985, im Jahr der Einführung des neuen Anlagentyps, Insolvenz anmelden.

### Neustart alsLagerwey Windturbine BV

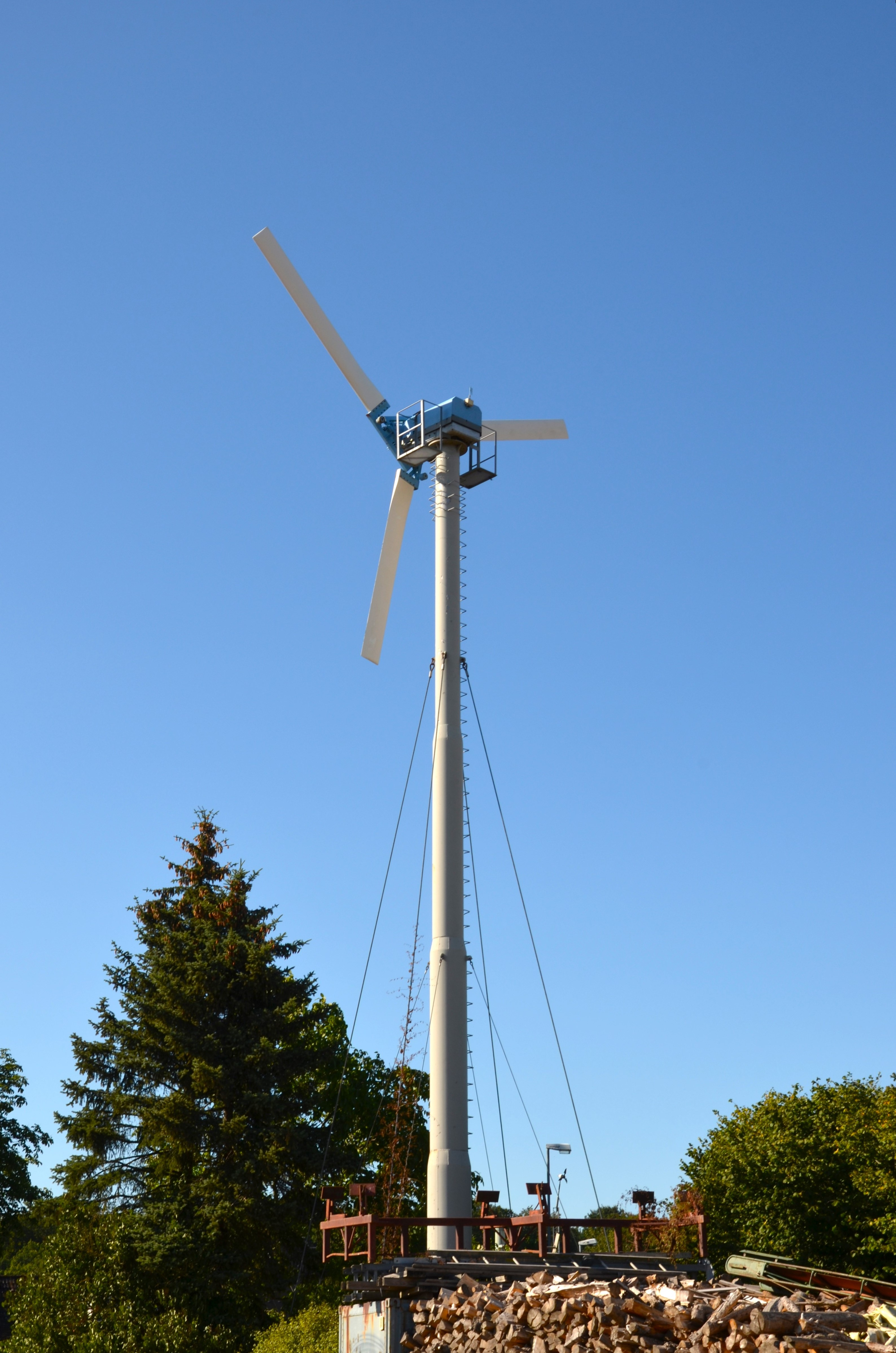
Lagerwey LW10 in Barkhorst

Ein Jahr nach der Insolvenz wagte Henk Lagerweij im Jahr 1986 den Neustart, diesmal ohne Van der Loenhorst, weshalb die neu gegründete Firma unter dem Namen Lagerwey Windturbine BV geführt wurde. Ein Darlehen von 160.000 Gulden, das ihm von der Bank gewährt wurde, konnte er wieder zurückzahlen, nachdem sich zahlreiche Kunden der Vorgängerfirma (Lagerwey Van der Loenhorst) im Zuge eines Crowdfundings hieran beteiligten.
Neben den bereits etablierten Anlagentypen LW10/35 und LW18/80 brachte Lagerwey Windturbine BV eine neue Anlage vom Typ LW15/75 mit wahlweise 50 kW oder 75 kW Nennleistung auf den Markt. Diese Anlage hatte, anders als die beiden Vorgängermodelle, statt drei nur zwei Rotorblätter, die zudem – als weltweit erste Windkraftanlagen überhaupt – über eine passive Pitchregelung und variable Drehzahl verfügten. Insbesondere die LW15/75 erwies sich in den Jahren nach der Nuklearkatastrophe von Tschernobyl als Verkaufsschlager und wurde in großer Stückzahl verkauft. Neben Einzelanlagen auf landwirtschaftlichen Betrieben entstanden in den Niederlanden auch einige Windparks mit diesem Anlagenmodell. Auch in Norddeutschland wurden viele dieser Anlagen an landwirtschaftlichen Betrieben und Klärwerken gebaut.
Eine besondere Anlage entstand 1988 auf der Maasvlakte im Hafen von Rotterdam mit dem Multirotor. An einem Mast mit Auslegern wurden sechs Einheiten der Anlage LW15/75 montiert, die zusammen eine Nennleistung von 450 kW erbrachten. Aufgrund der Menge an verbautem Material und dem erhöhten Wartungsaufwand im Vergleich zu einer Einzelanlage mit derselben Nennleistung setzte sich das Konzept in den Folgejahren nicht durch, es blieb bei dieser Prototypen-Anlage.
Im Jahr 1990 wurde die LW18/80 als zweiflügeliges Modell, analog zur LW15/75, neu aufgelegt. Wie das Vorgängermodell war auch diese Anlage mit einem 50-kW-Generator (als LW18/50) verfügbar. Sie wurde über 600 Mal installiert, hauptsächlich in den Niederlanden und Deutschland. Zwei Jahre später wurde mit der LW30/250 eine größere Anlage mit 250 kW Nennleistung eingeführt, die in den Folgejahren rund 300 Mal installiert wurde.
Mitte der 1990er Jahre stellte Lagerwey die Entwicklung ihrer Anlagen auf getriebelose Modelle mit drei Rotorblättern um. Im Gegensatz zum Mitbewerber Enercon, der in den 1990er Jahren ebenfalls auf die Produktion von getriebelosen Windkraftanlagen umstellte, verwendete Lagerwey Permanentmagnete. Das erste derartige Anlagenmodell wurde 1995 mit der LW50/750 eingeführt. Diese Anlage verfügte über einen Rotordurchmesser von 50 m und eine Nennleistung von 750 kW. Neben den angestammten Märkten Niederlande und Deutschland wurden diese Anlagen auch nach Indien und Japan verkauft. Eine solche Anlage wurde im Frühjahr 2002 auf dem Gütsch bei Andermatt in der Schweiz auf 2332 m Höhe errichtet und war damals die höchstgelegene Windkraftanlage Europas. Aufgrund technischer Probleme mit den Rotorblättern und der erneuten Insolvenz von Lagerwey im Jahr 2003 wurde die Anlage 2004 wieder abgebaut und durch ein Modell des Herstellers Enercon ersetzt.
Anfang 1998 wurde der insolvente niederländische Mitbewerber WindMaster BV von Lagerwey unternommen, womit das Unternehmen als Lagerwey the Windmaster BV firmierte. Nachdem im selben Jahr der ebenfalls niederländische Hersteller NedWind durch die dänische NEG Micon A/S übernommen wurde, verblieb Lagerwey als einziger niederländischer Hersteller von Windkraftanlagen.
Im Zuge der Expo 2000 in Hannover bekam Lagerwey den Auftrag, am Design des Holländischen Pavillons mitzuwirken. Hierfür entwickelte Lagerwey eine Kleinwindkraftanlage mit 2,5 kW Nennleistung und einem Rotordurchmesser von 5 m. Sechs Einheiten dieses Anlagentyps wurden auf dem Dach des Pavillons installiert.

Mit dem Zephyros-Projekt folgte 2002 ein größeres Anlagenmodell, mit dem Lagerwey erstmals Anlagen im MW-Bereich produzierte. Die LW72/2000 hatte bei einem Rotordurchmesser von 72 m eine Nennleistung von 2 MW. Ein Prototyp wurde auf der Maasvlakte bei Rotterdam errichtet. Auch wegen der Insolvenz im darauffolgenden Jahr wurde die Entwicklung an dieser Anlage wieder eingestellt.

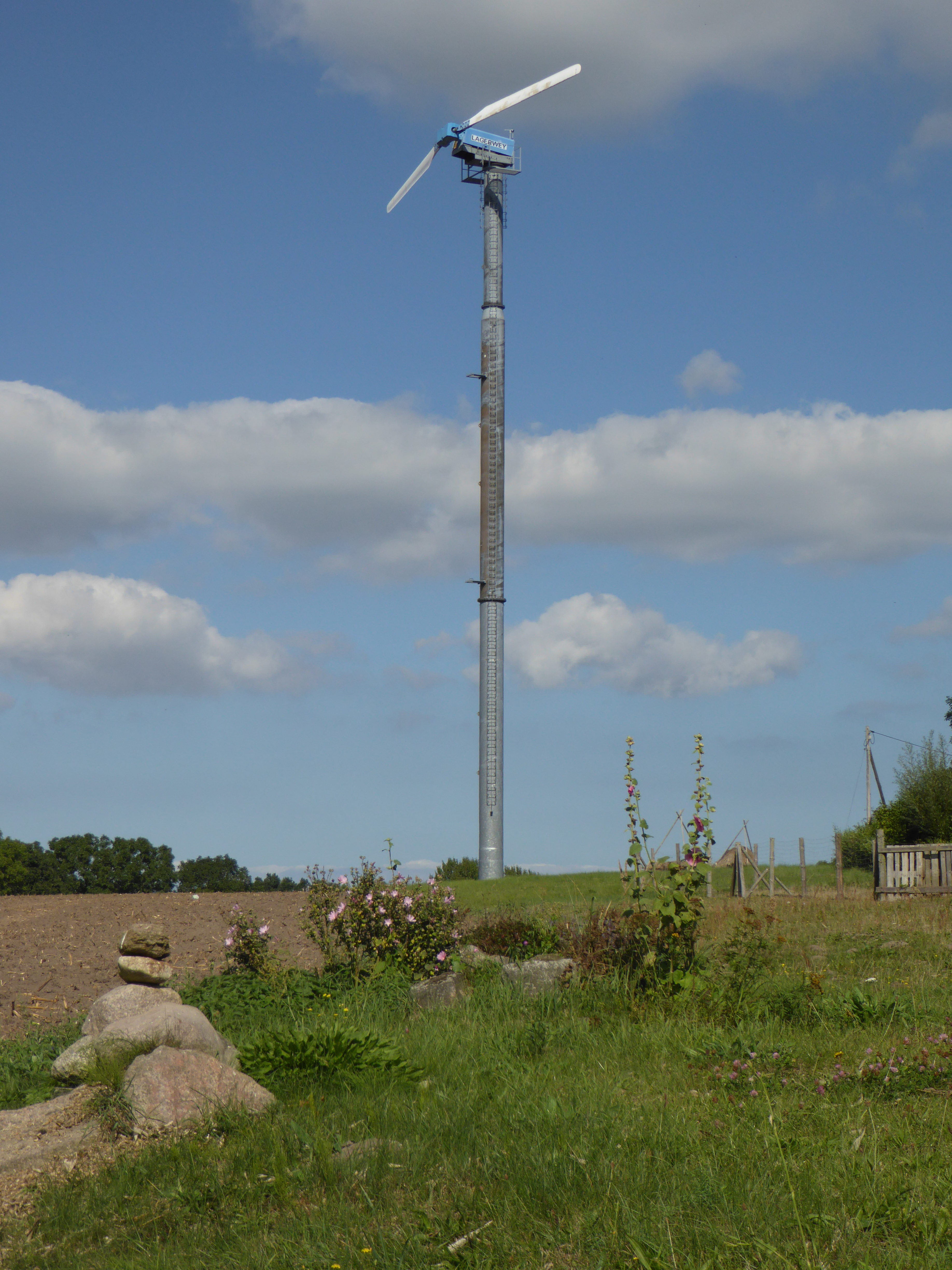
Frühe Zweiblatt-Rotor-Turbine von Lagerwey bei Hohendorf (Wolgast)
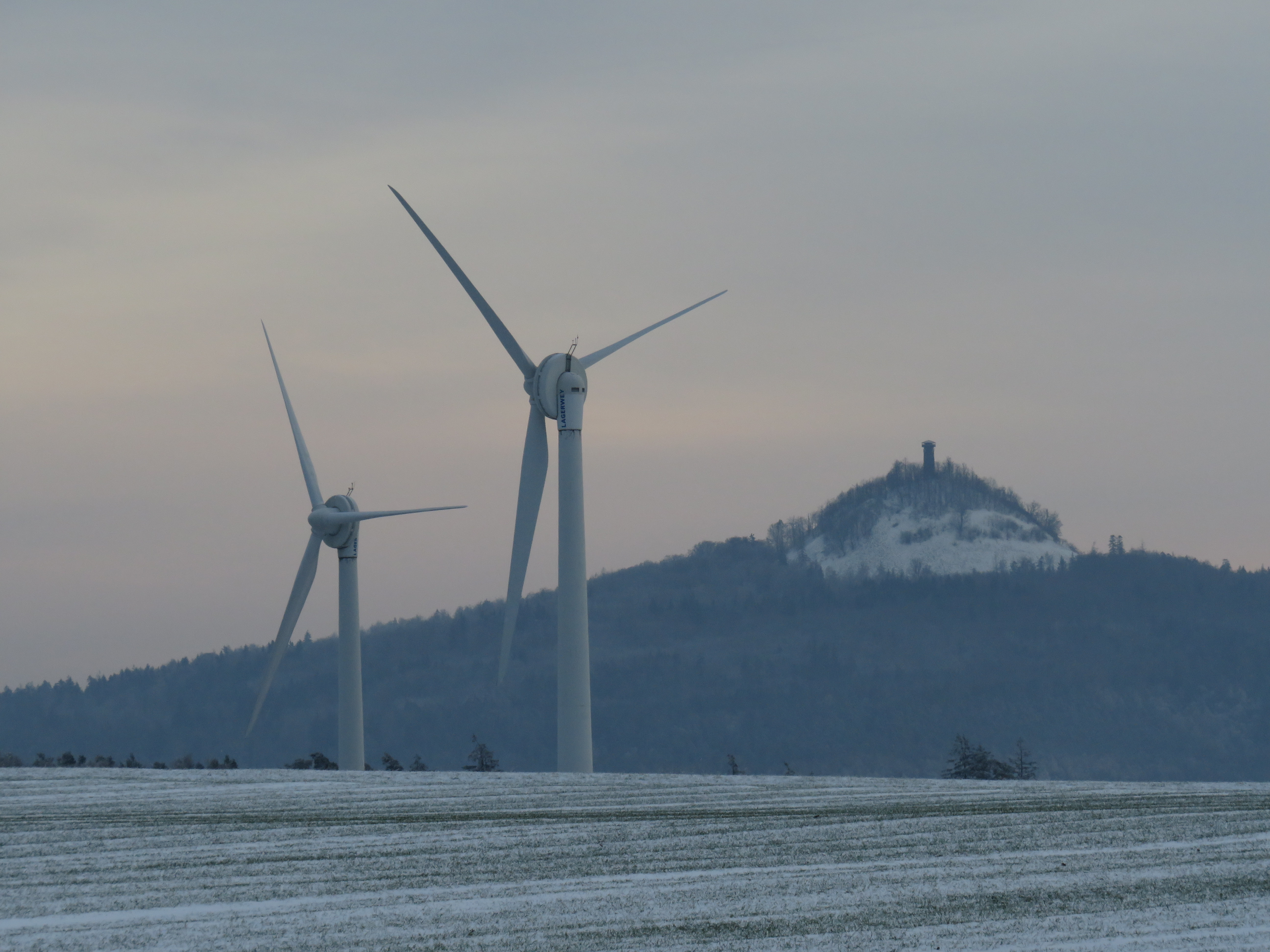
Lagerwey-Anlagen Typ LW50/750 bei Speichersdorf
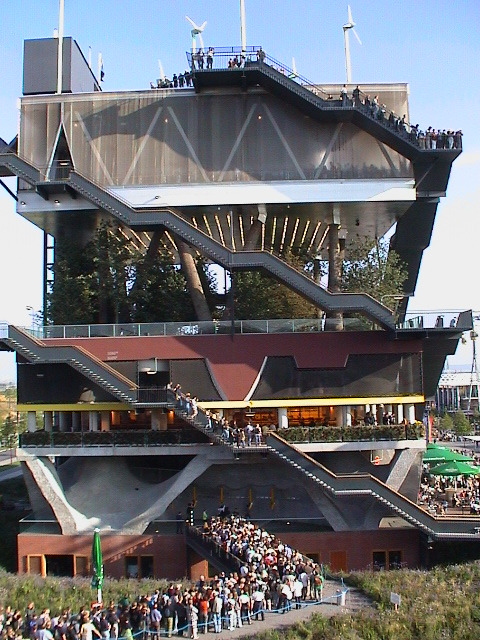
Lagerwey-Kleinanlagen auf dem Dach des Holländischen Pavillons der Expo 2000 in Hannover

### Lagerwey auf dem deutschen Markt
Der Vertrieb von Lagerwey-Windkraftanlagen in Deutschland wurde durch die WISTRA GmbH aus Ibbenbüren übernommen. Nachdem die Anlagen zunächst aus den Niederlanden importiert wurden, entstand in den 1990er Jahren zusätzlich eine Produktionsstätte im brandenburgischen Pritzwalk, die auch den polnischen Markt belieferte. Die 500. Windkraftanlage der Firma wurde dort produziert und 1995 im nordrhein-westfälischen Frechen installiert.

### Zweite Insolvenz
Trotz des wirtschaftlichen Erfolgs, den Lagerwey the Windmaster BV insbesondere mit seinen getriebelosen Anlagentypen erwirtschaftete, musste Henk Lagerwey im Jahr 2003 erneut Insolvenz anmelden. Gründe waren der zunehmende Konkurrenzdruck auf dem sich entwickelnden Markt, technische Probleme bei einigen der neuen Anlagen und ausbleibende Finanzierung aufgrund von Gesetzesänderungen in den Niederlanden.
Das geistige Eigentum der insolventen Lagerwey the Windmaster BV wurde infolgedessen an verschiedene niederländische Unternehmen verkauft. Die 2003 gegründete Wind Energy Solutions BV (WES) übernahm im Folgejahr die Rechte an der Entwicklung und der Produktion der zweiflügeligen Lagerwey-Anlagen aus den 1980er Jahren. Die in ihrem Segment nach wie vor erfolgreichen Anlagen werden von WES bis heute gebaut, seit 2013 in einem veränderten Design. Die 750-kW-Anlage wurde durch die Emergya Wind Technologies BV weitergeführt und später um ein 900-kW-Modell erweitert. Neben den Niederlanden wurden zahlreiche dieser Anlagen seit 2011 im Vereinigten Königreich installiert, nachdem die britische Regierung ein Förderprogramm für die Einspeisung von Windstrom initiierte.

### Neugründung alsLagerwey Wind BV
Im November 2006 gründete Henk Lagerweij zusammen mit den drei Partnern Aart van der Pol, Albert Waaijenberg und Andre Pubanz, alle zuvor Mitarbeiter der Lagerwey Windturbine BV, eine neue Firma. Die Lagerwey Wind BV liefert ab jetzt auch Windturbinen, neben den Lizenzen.
Ende 2017 kaufte Enercon Anteile an Lagerwey. Wenige Wochen später im Januar 2018 wurde allerdings publik, dass Enercon 100 % der Anteile des Unternehmens übernommen hatte. Lagerwey soll dennoch weiterhin als eigenständiges Unternehmen bestehen bleiben. Im Vorfeld der Hannover-Messe 2019 hat Enercon angekündigt, die seit 2017 gemeinsam mit Lagerwey entwickelten Windenergieanlagentypen unter der eigenen E-Baureihenbezeichnung zu vertreiben. Die Anlagen heißen zukünftig E-147 EP5 und E-160 EP5.

## Technologie

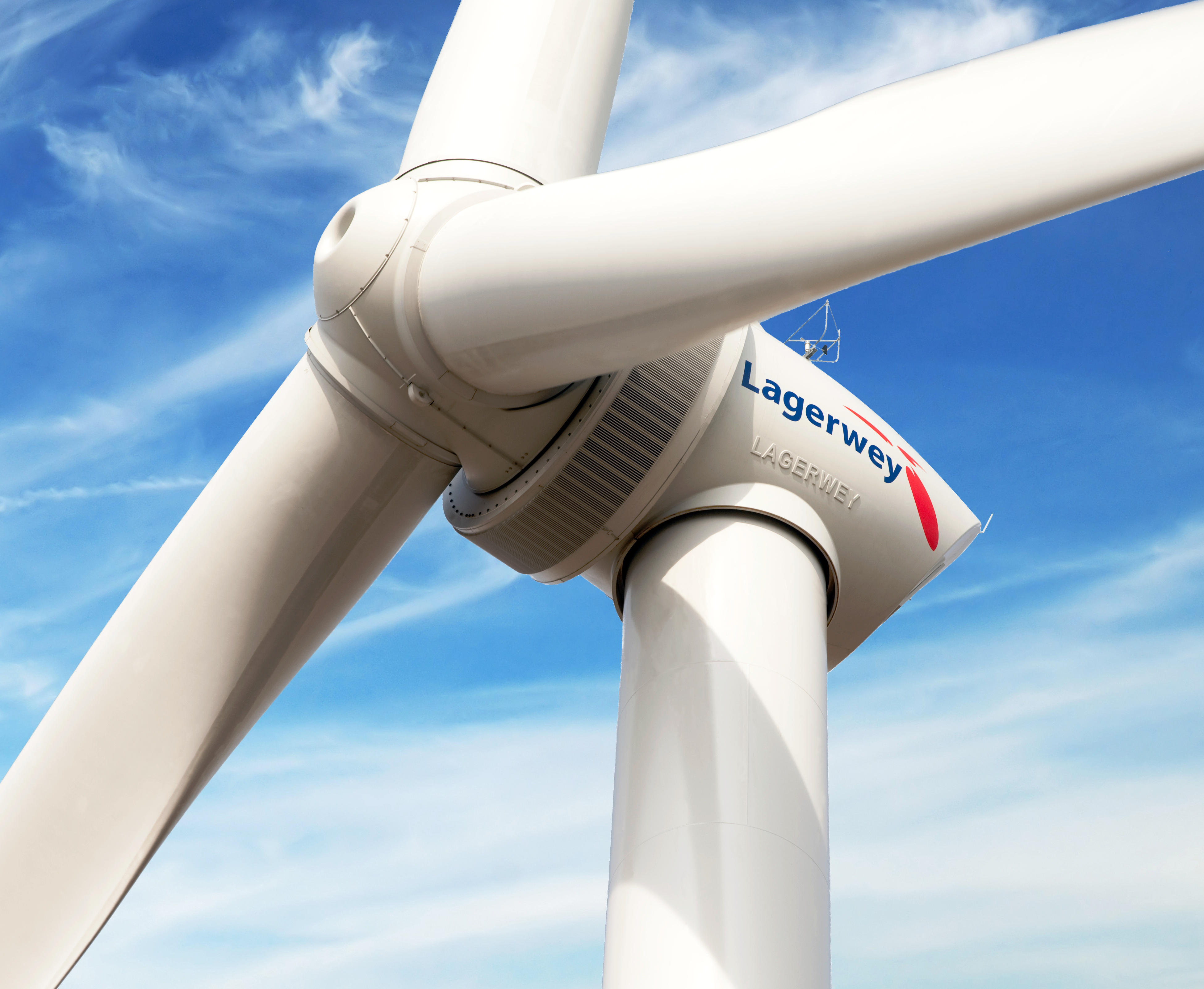
Zeichnung einer L136-4.5MW

Der von Lagerwey entwickelte Direktantrieb (englisch Direct Drive) verzichtet gegenüber herkömmlicher Technologie bei Windkraftanlagen auf das Getriebe. Zur notwendigen magnetischen Erregung werden Permanentmagnete auf dem Läufer eingesetzt. Die Technologie ist vergleichbar mit den getriebelosen Konzepten von Siemens Gamesa, Vensys und Goldwind. Der deutsche Lagerwey-Kooperationspartner Enercon setzt für den Direktantrieb hingegen auf elektrische Erregerleistung.
Die neueste Plattform von Lagerwey ist die LP4-Plattform. Bereits realisiert ist davon die L136-4.5MW. Dieser Anlagentyp ist für mittlere Windgeschwindigkeiten ausgelegt und verfügt bei einem Rotordurchmesser von 136 m über eine Nennleistung von 4 bis 4,5 MW. Erhältlich ist die Anlage in den Nabenhöhen 120, 132 und 166 m. Die verfügbaren Nabenhöhen können durch modulare Stahltürme erreicht werden, die aus einzelnen Stahl-Segmenten zu einem Turm zusammengesteckt werden und Vorteile bei der Transportlogistik bringen.

## Kletterkran

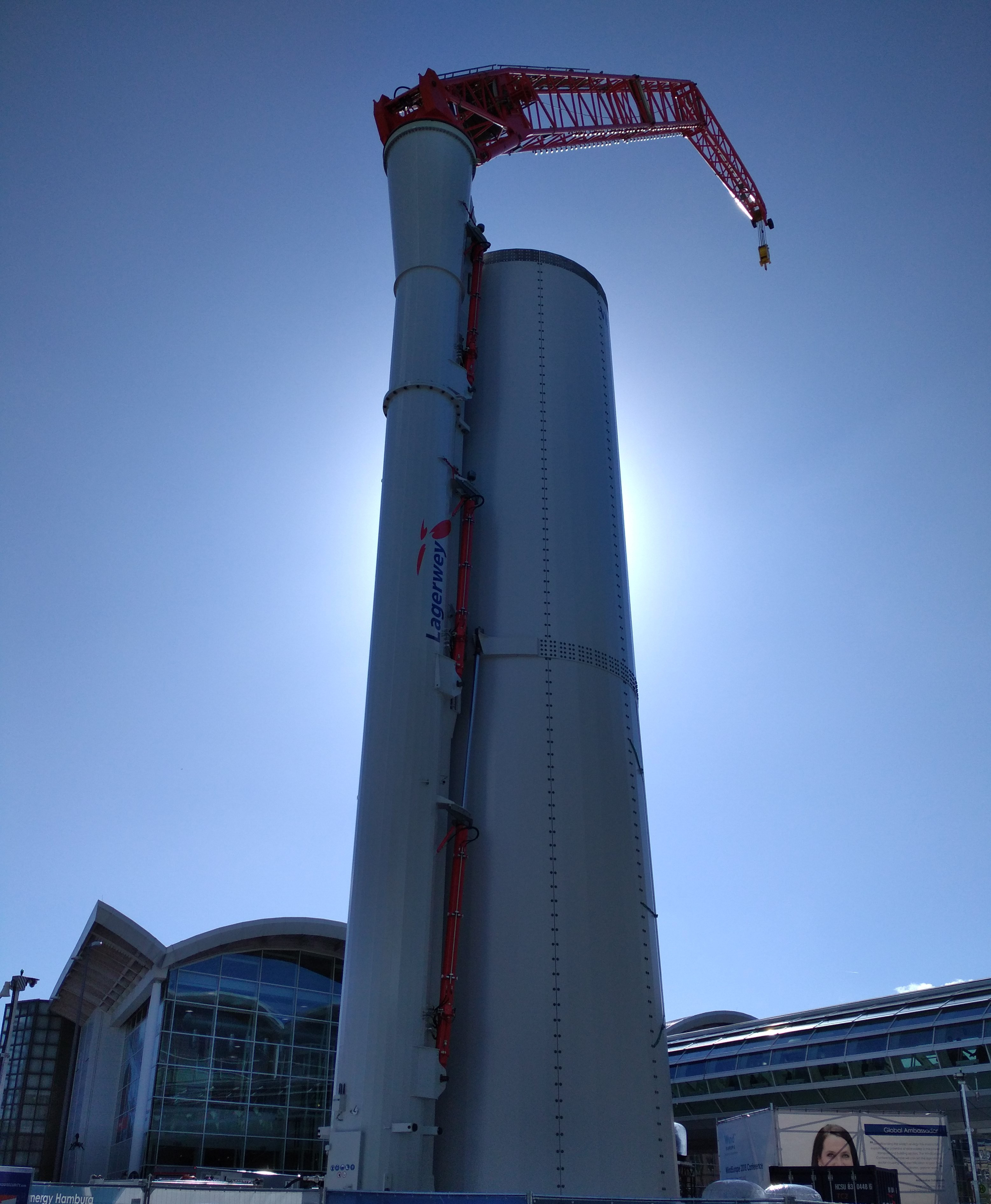
Lagerwey-Kletterkran

Errichtet werden können die WKA-Türme sowohl von herkömmlichen Mobilkranen als auch von einem selbstkletternden Turmdrehkran bzw. Kletterkran, der von Lagerwey im Juni 2016 vorgestellt wurde. Der Vorteil dieses Kransystems liegt vor allem im reduzierten Platzbedarf. Während herkömmliche Raupenkräne für die Aufstellung einer Windkraftanlage ca. 3000 m² benötigen, kommt der Turmdrehkran mit 350 m² aus und ist damit insbesondere bei Standorten von Vorteil, wo nur wenig Platz zur Verfügung steht, z. B. bei unebenem Gelände. Im Wald müssen deutlich weniger Bäume gefällt werden.

## Anlagentypen

### Windkraftanlagen an Land (onshore)
Quelle: Lagerwey
| Anlagetyp            | L100-2.5MW  | L136-4.5MW    | L147-4.3MW | L160-4.0MW |
| -------------------- | ----------- | ------------- | ---------- | ---------- |
| IEC-Windklasse       | IIIA        | I S           | IIA        | IIIA       |
| Nennleistung (kW)    | 2.500       | 4.500         | 4.300      | 4.000      |
| Rotordurchmesser (m) | 100         | 136           | 147        | 160        |
| Nabenhöhe (m)        | 75, 99, 135 | 120, 132, 155 | 126, 155   | 120, 166   |

### Frühere Anlagentypen
| Anlagetyp | Nennleistung (kW) | Rotordurchmesser (m) | Bemerkungen           | Produktionszeit |
| --------- | ----------------- | -------------------- | --------------------- | --------------- |
| L93 LP2   | 1500–2600         | 93                   | getriebelos           | 2006-2018       |
| L82 LP2   | 2000              | 82                   | getriebelos           | 2005-2018       |
| L72 LP2   | 1500-2000         | 72                   | getriebelos           | 2001-2018       |
| LW52/750  | 750               | 52                   | getriebelos           | 1997-?          |
| LW50/750  | 750               | 50                   | getriebelos           | 1996-?          |
| LW30/250  | 250               | 30                   | Zweiblattrotor        | 1994-1999       |
| LW27/250  | 250               | 27                   | Zweiblattrotor        | 1993-?          |
| LW18/80   | 80                | 18                   | Zweiblattrotor        | 1992-1998       |
| LW15/75   | 75                | 15                   | Zweiblattrotor        | 1991-1996       |
| LW10/35   | 35                | 15                   | Erste Lagerwey-Anlage |                 |

L82 LP2: Diese Anlage war die meistgebaute Anlage der ehemaligen LP2-Plattform. Der Prototyp wurde im Windtestfeld Grevenbroich errichtet. Wie alle Lagerwey-LP2-Anlagen war auch die L82 LP2 getriebelos.